# Мраморная ладья
Мраморная ладья (кит. упр. 石舫, пиньинь Shí Fǎng, палл. Ши Фан) — 36-метровый озёрный павильон пекинского Летнего дворца. Также известен под названием Корабль Чистоты и Мира (кит. упр. 清晏舫, пиньинь Qingyanfang, палл. Циняньфан).
Построен в 1755 году при императоре Цяньлуне в виде плывущей ладьи. Конструкция каменная, с традиционной надстройкой из дерева. Восточнее ладьи протянулся Длинный коридор. Место для постройки было выбрано с тем, чтобы скрыть контраст между узким коридором и шириной пространства озера.
Разрушен во время Второй опиумной войны (1860) англо-французскими войсками. Был восстановлен 33 года спустя в 1893 году по приказу императрицы Цыси. Название изменилось на «Корабль Чистоты и Мира». Это название произошло из высказывания: «Пусть реки будут чистыми, а море — спокойным». Была построена новая двухэтажная надстройка, в которую входили элементы европейской архитектуры. Новая надстройка, как и  предшествующая, была выполнена из дерева, но покрашена под мрамор. На каждой «палубе» есть большое зеркало для отражения вод озера и ощущения полного погружения в водную среду. Круги, напоминающие гребные колеса на каждой стороне павильона, делают его похожим на пароход. Павильон имеет сложную дренажную систему, по которой дождевая вода проходит через четыре полых колонны и вытекает в озеро из пастей четырех драконов.
Создание павильона в форме лодки можно соотнести с цитатой, приписываемой Вэй Чжэну, канцлеру династии Тан, известному честными советами. Говорят, он сказал императору Тай-цзуну: «Воды, которые несут лодку, могут и поглотить ее», подразумевая, что народ может поддержать императора, но может также свергнуть его. Возможно, Цяньлун имел это в виду, когда решил построить лодку из мрамора на твердом каменном основании, чтобы подчеркнуть стабильность династии Цин.
Мраморная ладья часто рассматривается как иронический комментарий к тому, что деньги, используемые для восстановления Летнего дворца, в основном пришли из фондов, изначально предназначенных для создания нового императорского флота.